# Batman: Europa
Batman: Europa — ограниченная серия комиксов, которую в 2015—2016 годах издавала компания DC Comics.

## Синопсис
Бэтмен заражён вирусом, и, как ни странно, помочь ему может только Джокер. Вместе они отправляются в Европу в поисках ответов, пока не будет слишком поздно.

### Выпуски
| № | Название | Дата выхода     | Оценка на Comic Book Roundup    |
| - | -------- | --------------- | ------------------------------- |
| 1 | Berlin   | 18 ноября 2015  | 7,7 из 10 на основе 28 рецензий |
| 2 | Prague   | 16 декабря 2015 | 7,1 из 10 на основе 13 рецензий |
| 3 | Paris    | 30 декабря 2015 | 7,2 из 10 на основе 10 рецензий |
| 4 | Rome     | 3 февраля 2016  | 6,7 из 10 на основе 7 рецензий  |

### Спецвыпуски
| Название                         | Дата выхода |
| -------------------------------- | ----------- |
| Batman: Europa #1 Director’s Cut | 1 июня 2016 |

### Сборники
| Название       | Тип              | Дата выхода     | Собранный материал  | Кол-во страниц | ISBN                      |
| -------------- | ---------------- | --------------- | ------------------- | -------------- | ------------------------- |
| Batman: Europa | Твёрдый переплёт | 13 апреля 2016  | Batman: Europa #1-4 | 144            | 9781401259709, 1401259707 |
| Batman: Europa | Мягкая обложка   | 24 декабря 2018 | Batman: Europa #1-4 | 144            | 9781401285555, 1401285554 |

## Реакция

### Отзывы критиков
На сайте Comic Book Roundup серия имеет оценку 7,2 из 10 на основе 58 рецензий. Джесс Шедин из IGN дал первому выпуску 7,3 балла из 10 и посчитал, что его главным достоинством является тот факт, что Камунколи и Ли работают вместе. Грег Макэлхаттон из Comic Book Resources писал, что у дебюта хороший рисунок, но слабая история. Дэвид Пепос из Newsarama поставил первому выпуску оценку 7 из 10 и похвалил Джима Ли. Его коллега Ричард Грей дал дебюту такой же балл и также остался доволен работой Ли. Крис Гэлвин из ComicsVerse, как и многие другие, посчитал, что сильной стороной первого выпуска является именно рисунок, а не сюжет. Тони Герреро из Comic Vine вручил дебюту 4 звезды из 5 и также похвалил художников.

### Продажи
Ниже представлен график продаж комикса за первый месяц выпуска на территории Северной Америки.